# Estación de Porto-Alfândega
La Estación Ferroviaria de Porto-Alfândega, más conocida por Porto-Alfândega o Estación de la Alfândega do Porto, fue una plataforma ferroviaria de mercancías del Ramal de la Alfândega, que servía a infraestructura con el mismo nombre, en la Ciudad de Porto, en Portugal.

## Historia

### Planificación, construcción e inauguración
En el siglo XIX, la Aduana de Porto tenía un elevado movimiento comercial por vía marítima, justificando, así, su conexión a la red ferroviaria portuguesa. Así, el 23 de junio de 1880, fue decretada la construcción del Ramal de la Alfândega, y de la correspondiente estación terminal.
El 9 de octubre de 1880, fue aprobado el proyecto para esta conexión, elaborado por el ingeniero Justino Teixeira, sobre la base de un trabajo de Mendes Guerreio; la construcción se inició el 17 de julio del año siguiente, teniendo la inauguración lugar el 20 de noviembre de 1888.

### Ampliación de la estación y conexión al Puerto de Leixões
Una Ordenanza de 9 de mayo de 1903 aprobó la realización de obras de expansión en esta plataforma, que fueron presupuestadas en 30:200$000 reales, y que consistieron en varias modificaciones en las vías, instalación de cangrejos y placas, cobertura parcial de los dos muelles existentes y construcción de un tercero descubierto, con 590 m², aprovechando la rampa occidental para otro muelle descubierto, prolongar el muro de soporte de la estación, en sustitución del revestimiento provisional que ahí se encontraba, y colocar un puente metálico avanzado, con grúas a vapor, y placas para los servicios de cargas y descargas para el Río Duero.
La continuación del Ramal de la Alfândega hasta el Puerto de Leixões fue propuesta por un decreto de Ley del 29 de agosto de 1889; no obstante, una representación de comerciantes e industriales de Oporto se opuso a este proyecto en 1904, pidiendo al gobierno que cancelase la construcción, argumentando que la conexión a través de Contumil en vez de la Alfândega sería más ventajosa para las regiones del Miño y Duero, y que el Ramal de la Alfândega no tenía capacidad para más tráfico.

### Declive y cierre al servicio
Después de la inauguración del Puerto de Leixões, la Aduana de Porto perdió importancia como terminal de mercancías, lo que comenzó a colocar en tela de juicio su conexión ferroviaria; también así, la dirección de la compañía de los Ferrocarriles del Estado avanzó con proyectos de ampliación de la estación en 1903 y el 23 de agosto de 1905. El proyecto de 1903, elaborado por el ingeniero Basílio Alberto de Sousa Pinto, consistituyó la ampliación y cobertura de muelle, construcción de un muelle cubierto, de baterías de placas y de un cangrejo, y de un puente metálica con una grúa a vapor, transformación de una rampa en un muelle descubierto, prolongación de muros de soporte, modificación de las vías con el fin de facilitar las maniobras, introducción de iluminación nocturna y entrada en servicio de una locomotora para maniobras; por su parte, la ampliación de 1905 se centró en la construcción de rampas y escaleras de acceso entre la estación y las Calles de la Nueva Aduana y de Encima del Muro, muros de soporte y terreros. En 1933, la Comisión Administrativa del Fondo Especial de Ferrocarriles incluyó, en su programa de mejoras, la construcción de canalización de aguas residuales en la placa instalada en la línea n.º 2 de esta estación. Al año siguiente, la designación de esta estación fue alterada de Alfandega a Alfândega-Rio, y fue autorizada la instalación de tres topes.
La reducción en el tráfico, unida a la dificultad del trazado, así como la reducida importancia en el sistema ferroviario nacional y el hecho de que la aduana había sido retirada el 1 de enero de 1986, llevó al cierre del Ramal en junio de 1989.
Una asociación de entusiastas, denominada GARRA - Grupo de Acción para la Rehabilitación del Ramal de la Alfândega, sugirió la rehabilitación del ramal, de forma que en el futuro pudiese ser utilizado en un servicio entre Porto-Alfândega y Leixões, pasando por Porto Campanhã, Contumil y São Gemil.